# Узел Мунтера мула
У́зел Му́нтера му́ла в альпинизме (от англ. Munter Mule Hitch) — тормозящий полусхватывающий узел, применяемый для страховки при спуске по верёвке и остановке, составленный из трёх узлов — спускового (узла UIAA), стопорного (рифового), контрольного (простого). Для правильной работы узла необходимо применять грушевидный карабин (HMS). Ходовой конец узла обязательно должен быть расположен на карабине на противоположной стороне от муфты, чтобы при движении не размуфтовывать карабин. Узел Мунтера мула применяют при спасательных работах для организации «плавающих» точек крепления.
Штык с обносом в морском деле (Backhanded Hitch) — морской узел, предназначенный для предотвращения перемещения троса по опоре.

## Способ завязывания

блокирование спускового устройства при помощи части узла Му́нтера мула — сто́порным (рифовым) узлом и контрольным (простым) узлом

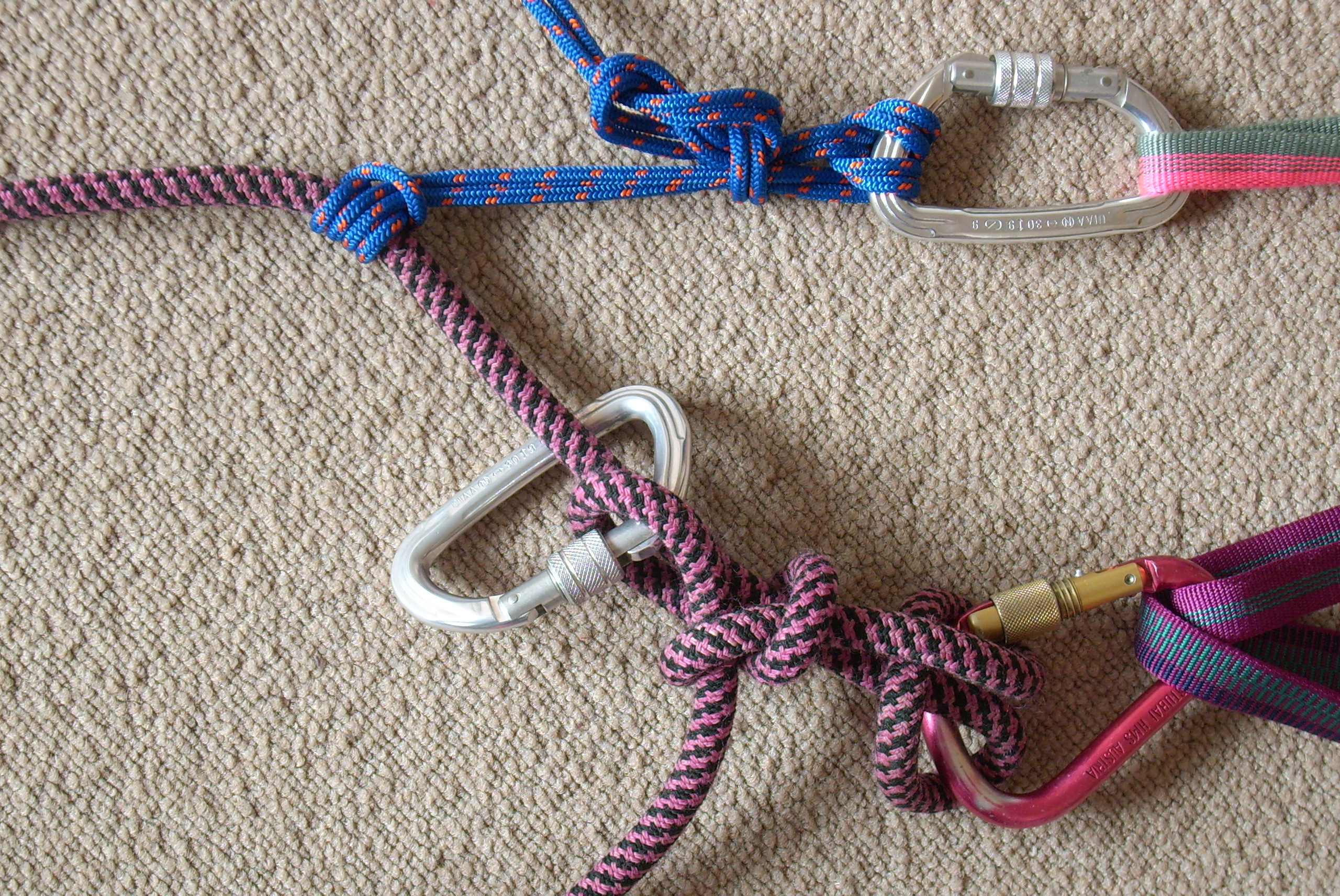
узел Мунтера мула: узел UIAA, рифовый узел, карабин в качестве контрольного; контролируемую скорость спуска осуществляют при помощи узла Прусика в качестве страховки

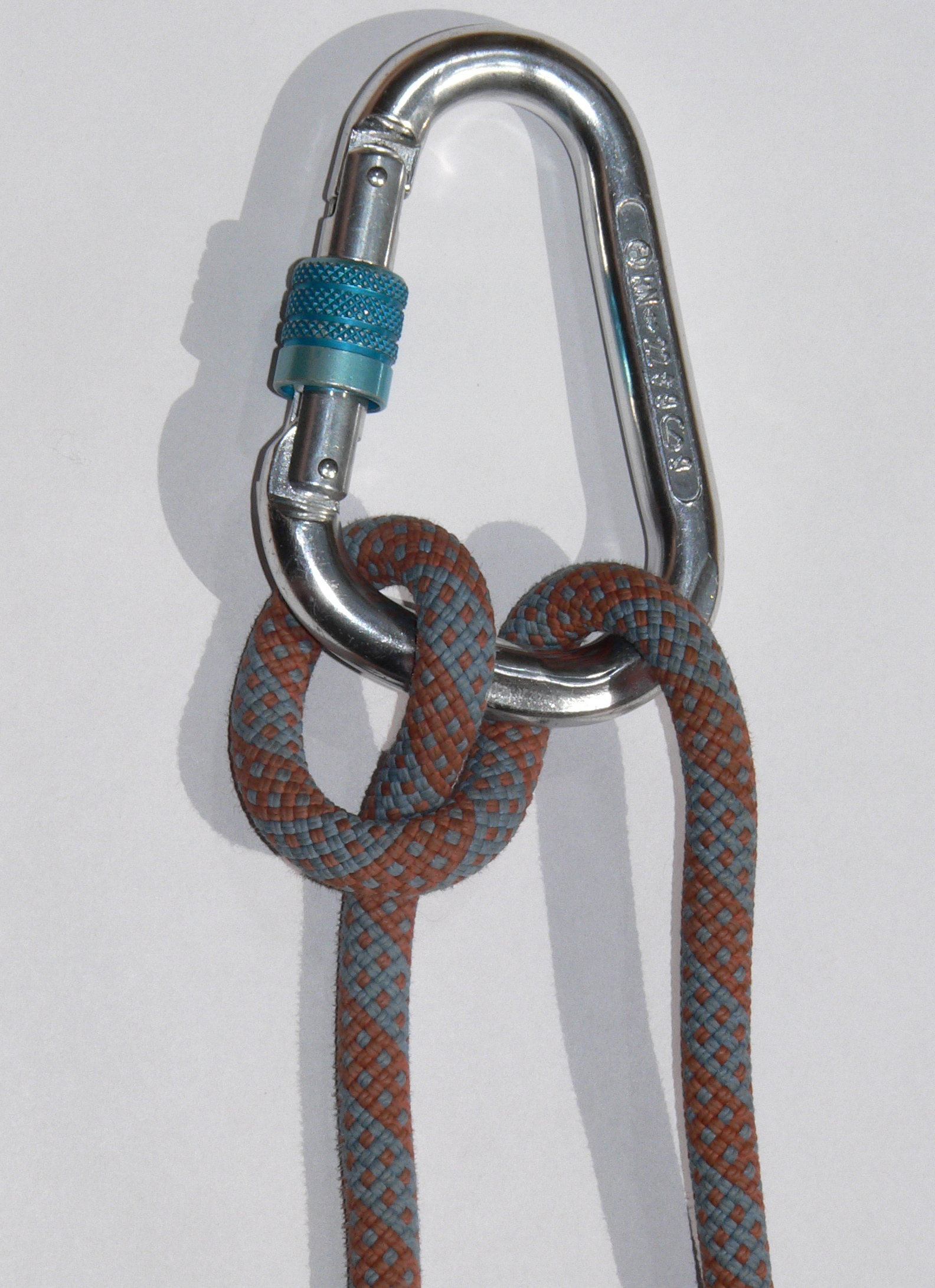
узел UIAA

Существуют несколько способов завязывания узла Мунтера мула:
- Завязать узел UIAA на грушевидном карабине (HMS); завязать стопорный (рифовый) узел вплотную к первому узлу; завязать контрольный (простой) узел — «узел Мунтера мула с простым узлом» (англ. Munter Mule Overhand (MMO))[13]
- Завязать узел UIAA; завязать первый стопорный (полуштык) узел; завязать второй стопорный (полуштык) узел[14]
- Завязать узел UIAA; завязать рифовый узел; прищёлкнуть карабин в качестве контрольного

## Признаки
Плюсы
- Узел — прост
- Позволяет остановиться в любом месте верёвки
- Легко завязывать
- Легко развязывать

Минусы
- Обязательно требуется грушевидный карабин (HMS)
- Обязательно требуется карабин с муфтой
- Для безопасного использования узла карабин должен быть обязательно замуфтован
- Узел UIAA закручивает верёвку
- Необходимо следить за правильным завязыванием узла — ходовой (ненагружаемый) конец узла должен быть расположен на противоположной стороне от муфты карабина

## Применение
В альпинизме
- В альпинизме узел UIAA применяют для обеспечения динамической страховки в качестве тормозной системы
- Для организации плавающих точек крепления[15]
- Для надёжного крепления верёвки
- Заключительную часть узла Мунтера мула (стопорный и контрольный узлы) применяют для блокирования спускового устройства и полиспаста

В морском деле
- В морском деле штык с обносом[16] применяют для предотвращения перемещения троса по опоре, благодаря полусхватывающему свойству узла